# Mansberg (württembergisches Adelsgeschlecht)

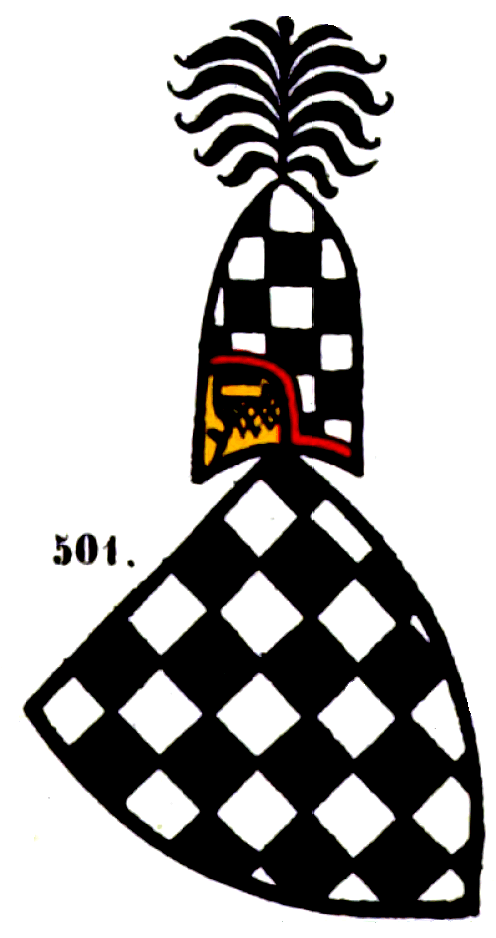
Wappen der Familie Mansberg in der Zürcher Wappenrolle (ca. 1340)

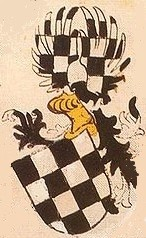
Wappen derer von Mansberg im Ingeram Codex

Die Herren von Mansberg sind als Ministeriale der Herzöge von Teck ein am Ende des 13. Jahrhunderts urkundlich nachgewiesenes Geschlecht des Niederadels. Ihr Stammsitz war die Burg Mansberg bei Dettingen unter Teck.
Das Geschlecht ist nicht zu verwechseln mit dem gleichnamigen, aber nicht stammverwandten braunschweigischen Adelsgeschlecht Mansberg.

## Geschichte
Der Flurname Mansberg der Gemarkung der Gemeinde Dettingen unter Teck ist seit 1282 verbürgt. Ein Hinweis der Herzöge von Teck aus dem 12. Jahrhundert auf ihre Ministeriale könnte ein Hinweis sein, dass diese Herrschaft älter sein kann, als dies die Urkunden belegen.
Die Herren von Mansberg treten in Urkunden des Klosters Elchingen bei Ulm auf. 1383 verkaufte Herzog Friedrich von Teck die Ortschaft Dettingen unter Teck an die Mansberger, die damit Allodialbesitz erwarben.
Bündnisse der Herzöge von Teck mit den Habsburgern und den Grafen von Hohenberg führten für die Herren von Mansberg als Vasallen der Herzöge von Teck immer wieder zu Konflikten mit den Grafen von Württemberg, und aufgrund des verlorenen Städtekriegs von 1388 wurden die Herren von Mansberg unter württembergische Lehenshoheit gezwungen.
Die Herren von Mansberg werden auch als Pächter des Wehrsteins in Fischingen bei Sulz am Neckar genannt, welche 1400 an Burkard von Mansperg verpfändet wurde. Kurz darauf wurde diese Pfändung in ein Lehen umgewandelt, ging aber schon 1419 an die Herren von Weitingen zurück.
Im Jahre 1415 verkauften die Herren von Mansberg ihre Herrschaftsrechte (Vogtei) in Dettingen unter Teck an Württemberg.
Bis 1425 hatten die Herren von Mansberg Besitzungen in Bempflingen.
1536 erfolgte die letzte urkundliche Nennung des Geschlechts.

## Wappen
Die Herren von Mansberg führten einen schwarz-weiß geschachten Schild im Wappen.

## Bedeutende Namensträger
- Heinrich von Mansberg, verheiratet mit Salmy, einer Tochter des Hans von Lichtenstein (bei Neidlingen). Dieser ist auch als Vogt zu Nagold beurkundet.
- Burkart von Mansberg war Hauptmann der Esslinger Streitkräfte im Städtekrieg. Urkundlich belegt ist ein Überfall der Esslinger auf das württembergische Grötzingen unter der Führung Burkarts von Mansbergs bei dem 56 württembergische Gefangene gemacht werden konnten. Er war verheiratet mit Agate von Salmendingen.